# ホーリネス和協分離
ホーリネス和協分離は、日本ホーリネス教会の内紛の結果、生じた争いに対して、和協委員の仲介によって成立した日本ホーリネス教会の正式な分離。和協分離は交渉の段階で検事などの法律家を交えたゆえに使用した法律用語である。

## 分裂事件

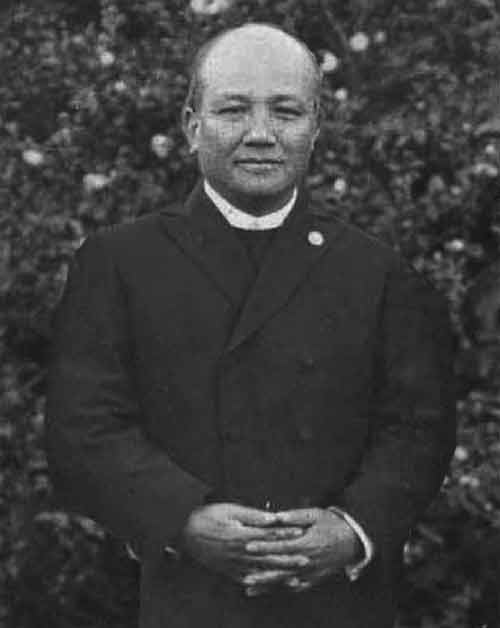
中田重治監督

1933年（昭和8年）9月22日に日本ホーリネス教会教会監督中田重治から、再臨とユダヤ人問題についての新指針と、聖書学院の五教授に、その方針に従って講義するように書簡が送られた。
この問題の是非を問うために、臨時総会が招集された。中田は最初召集を認めたが、後に承認を取り消し、臨時総会を非合法とみなした。

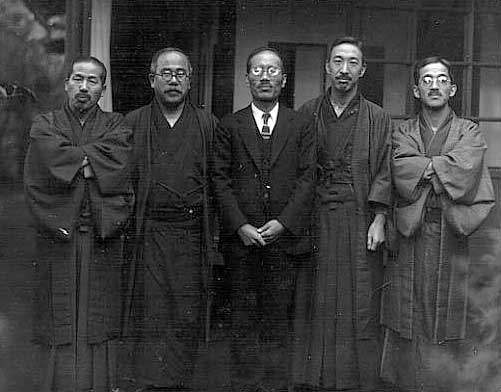
中田と対立した監督委員（左から、米田豊、一宮政吉、菅野鋭、小原十三司、車田秋次）

1933年10月25日の臨時総会で日本ホーリネス教会の中田監督の解職案が信徒代議員によって上程されて、ほぼ全会一致で可決された。しかし、中田を支持する者も半数近くいた上、中田監督は臨時総会を監督の承認を経ない非合法なものと見なしたので、ここから分裂事件が始まった。後に、中田側は全国教役者会を召集して逆に五教授を解任し、中田監督は臨時総会を非合法として、臨時総会の決定を取り消すように民事訴訟を起こした。
両者の対立を象徴する出来事として、日本ホーリネス教会の神田ホーリネス教会の所属を巡った争いがある。この事件は新聞にも取り上げられ、キリスト教会以外にも話題を呼んだ。

## 経緯

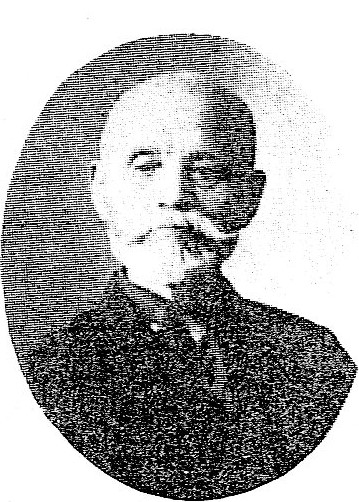
和解に尽力した日匹信亮

分裂事件勃発後間もなく、中田の依頼を受けた日匹信亮、益富政助、加藤三郎の3名は、委員たちの自宅を何度か訪問し、和解の説得を行った。
益富は下村宗教局長と知り合いであったので、案を練って日本ホーリネス教団と東洋宣教会の財団を分割する調停案を作り、ほぼ双方の同意を得るところまでこぎつけた。しかし、東洋宣教会本部のレテー・カウマンとアーネスト・キルボルンが来日した際、聖書学院は本来東洋宣教会に属するものであったため、益富の案は保留された。
自由メソジスト教会の土山鉄次と日本ナザレン教会の喜田川広が調停をしようとしたり、満州の福音使と信徒一行が、何日も泊まりこんで祈祷をもって解決しようとしたが、事件の真相を知って手を引いた。
その頃、民事法廷では判事が職権をもって調停勧告をしたが、臨時総会の前の状態に復帰するという中田の案を委員側が呑まなかったので、判事も和解勧告を打ち切った。
この事件を憂えた渡辺善太、阿部義宗、吉崎俊雄、赤澤元造が中田夫妻と委員側と会食をしたのをはじめ、何度が会見したが和解は成功しなかった。

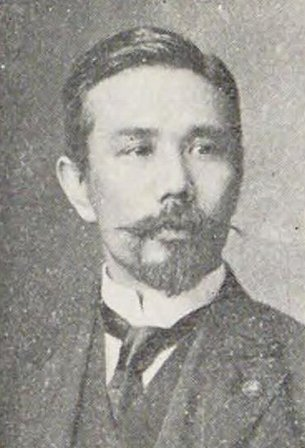
調停を発起した田川大吉郎

1936年（昭和11年）になり、田川太吉郎がこの事件を憂えて調停を発起し、日匹信亮、松山常次郎を委員として2、3回会合したが、中田が調停打ち切りを申し込んだ。
1936年9月頃、委員側は竹内検事から和解を勧告された。その後検事と数回謁見したが、やはり臨時総会以前の形に戻して中田を監督にするということであったので、検事からは相手にされなかった。
竹内検事は、委員会側の小原十三司牧師に、「双方互いに自己地主張しないで、現状の状態に則して、和解に同意すること」をいう原則の和解案を作り、調停委員の方からお願いするという形で、和解協議を進めることを提案した。
これが元になり、和協の話し合いが進められることになった。中田は阿部義宗と松山常次郎を仲介者に立てて、委員側は渡辺善太と田川太吉郎と星島二郎を仲介者に立てた。

## 成立
第1回の会合には竹内検事も出席して意見を述べたが、検事が入ると弱みがあったから和解せねばならなくなったと言われるので、検事の手を離れて、和協委員によって調停が進められた。
そして、1936年10月19日に、和協覚書が成立することになる。ここで正式に中田監督派と委員側は2つに分かれることになった。信仰上のことでどうしても妥協できないので、組織を2つの団体にするという形を取る結果になった。

## 和協午餐会

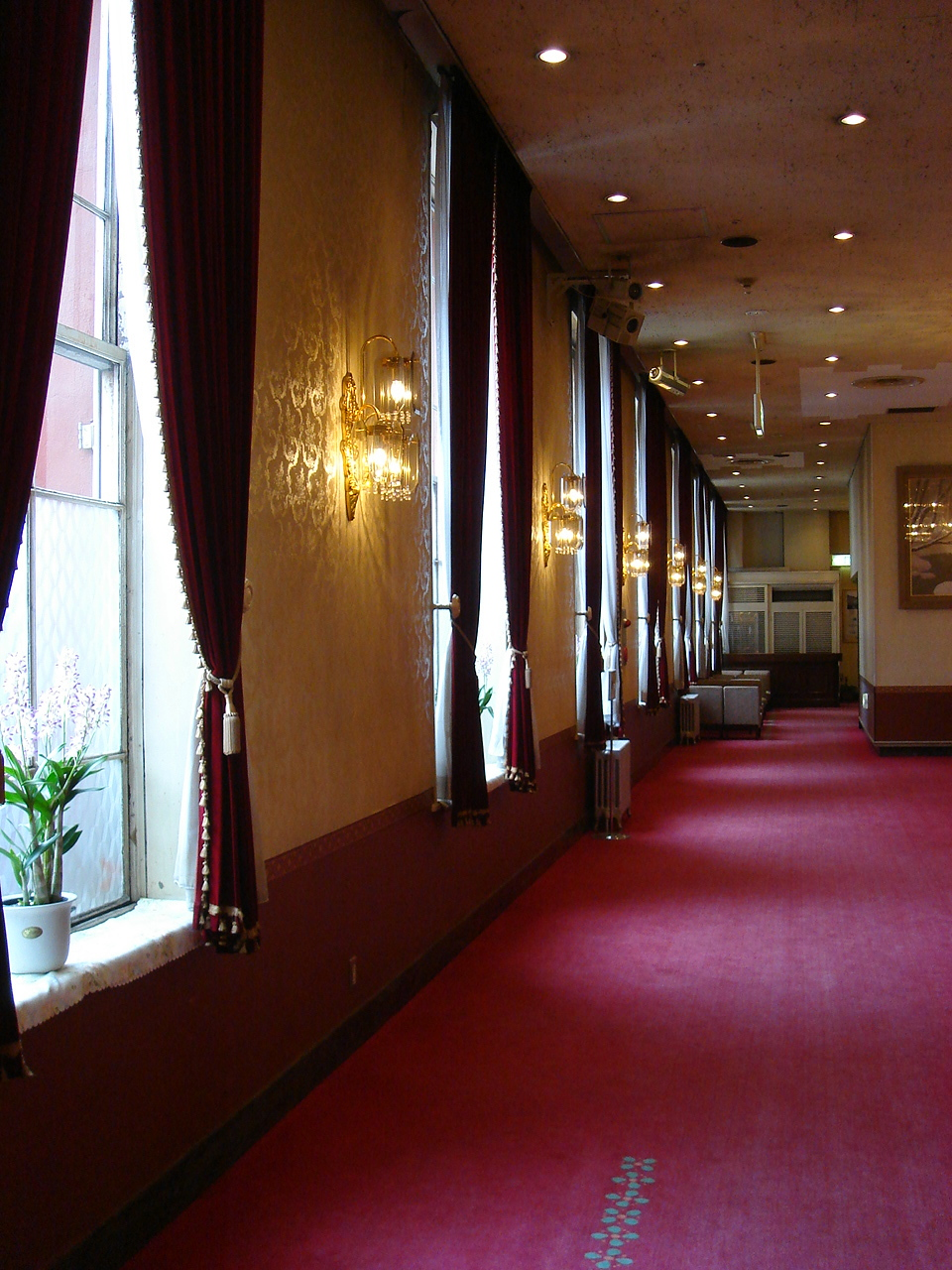
和協午餐会が開催された鉄道ホテル(東京ステーションホテル)の内部

1936年（昭和11年）11月28日正午に鉄道ホテルで和協午餐会が開かれた。
中田側からは、中田重治、木田文治、中山量一、安藤仲市、藤久、そして、委員側からは、車田秋次、小原十三司、米田豊、一宮政吉、菅野鋭が出席した。和協委員からは、星島二郎、松山常次郎、阿部義宗、渡辺善太が出席した。
来賓には、橋本文部省総務課長、田川太吉郎、釘宮辰生、吉崎俊雄、松野菊太郎、日匹信亮、益富政助、加藤三郎、野畑新兵衛、青木運之助、川端京五郎であった。竹内検事は職務上招待を辞退し、土山鉄次は遠路の故に不参加であった。
中田重治と委員側は久しぶりに会見することになった。両者は握手して食堂に入った、食事後別室で、星島二郎が司会して挨拶した。星島の指名の元に中田は挨拶し、迷惑をかけたことを詫び、調停者の労を謝し、今後伝道活動に邁進したい旨を述べた。それに対して車田委員長もそれに応えて挨拶して、途中で病没した赤澤元造監督の労を感謝した。
次に松野菊太郎が指名された。松野はアブラハムが死んだ時に、イサクとイシュマエルが共に葬式を取り行い仲直りし、イサクが死んだ時はエサウとヤコブが共に葬式した例を引用して、中田が死ねばみんな一緒になるだろうと皮肉って語った。
釘宮辰生は、赤澤の代理に招かれたことを感謝した。橋本宗務課長は、星島の関係で、和協委員の会合が度々鉄道大臣邸で開かれたことから、鉄道のたとえ話をして、将来また一つになることを希望した。
松山常次郎の祈祷後に、中田の発案で手を打って讃美歌「歌えど尽きせぬ主のほまれ」を合唱した。そして、車田が中田の前に行って、握手をした。その後、益富政助も立ち上がって、和協分家だと言うと、拍手が起こった。

## 和協報告会

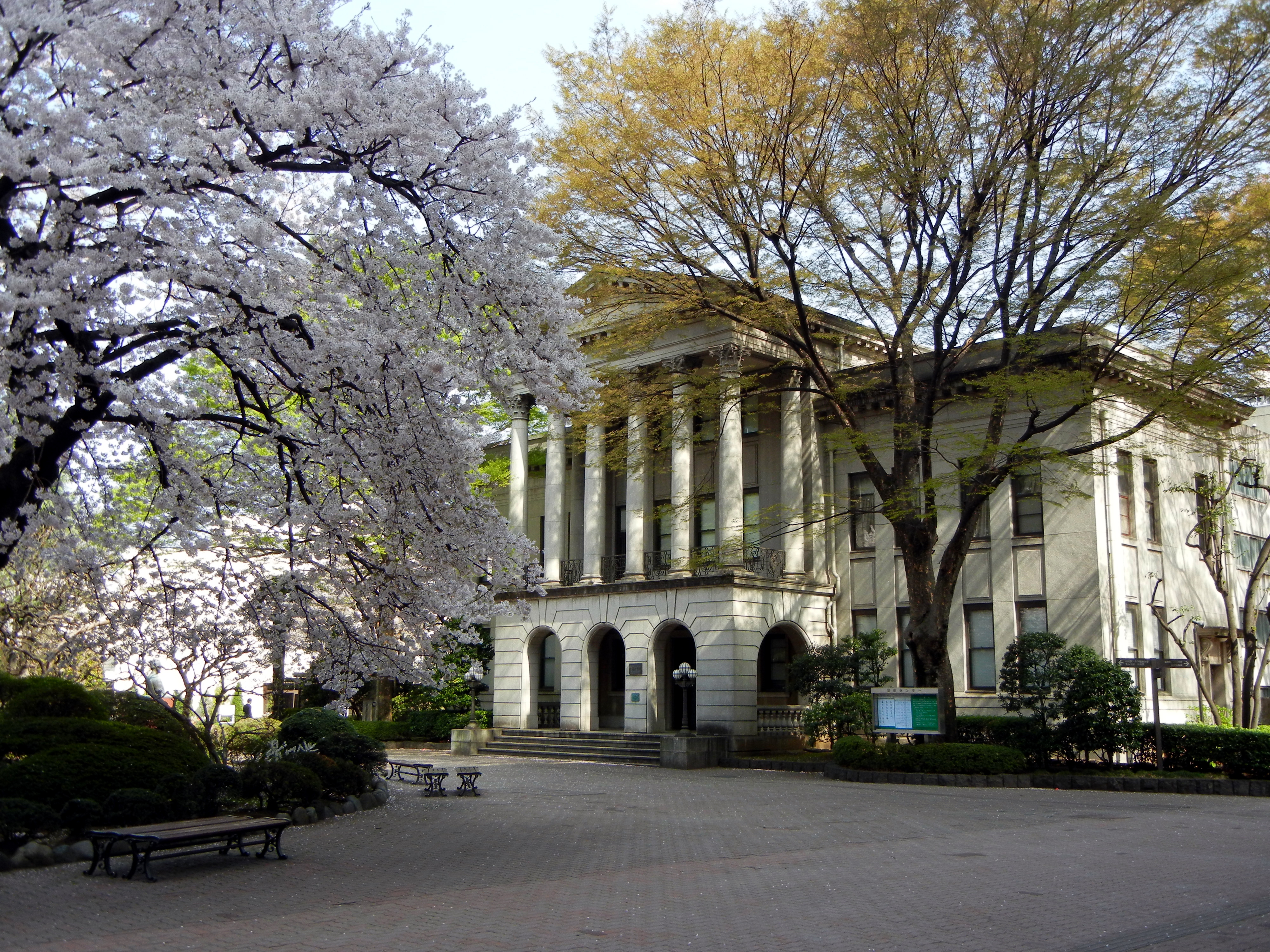
現在の青山学院

12月21日青山学院神学部講堂で、和協委員の主催の下に和協報告感謝会が開かれた。両派の代表各25名と、キリスト教界の代表者と報道陣を含め約100名が集まった。
和協成立に関する公式の挨拶や、両団体の成立に対する祝辞や奨励が行われた。田川太吉郎、日匹信亮、千葉勇五郎、河合禎三、益富政助、矢吹幸太郎、日高善一、鵜飼猛なども出席した。
阿部義宗の司会で、星島二郎、田川太吉郎、河合禎三が話した後に、1902年に阿部は中田が聖書学校の福音音楽隊を連れて来た時に入信した思い出と、和協の斡旋に乗り出した顛末を話した。そして、車田秋次が挨拶をして、事情を説明した。中田も続いて相撲のたとえを用いて挨拶した。今回の分離は、メソジストの分派の歴史の一つであると言った。
渡辺善太が最後の挨拶を述べた。自由主義神学に立った合同は不可で、プリンストン神学校から別れたグレシャム・メイチェンのような、信仰のための分離はやむをえないとした。そして、今回の分離は、財産や権力闘争ではなく信仰の問題であることを確認した。
千葉勇五郎の祈祷をもって終わり、別室でデザートコースが開かれ、松山常次郎が司会をし、三谷種吉、野辺地天馬、星島二郎、日高善一、酒井助作のテーブルスピーチがあり矢吹大佐の祝祷で閉会した。
ここで、中田派と委員派はそれぞれ、別の教団になることになった。委員側は11月3、4日に臨時総会を開いて43名の代議員に和協分離が報告され、日本聖教会の名称が選ばれていた。
中田側は総会を開かずに、中田の意向を受けた会議で、きよめ教会と名乗ることが決定された。
12月1日より、3日まで大島観光ホテルで新団体特別祈会が開けれ、1936年12月25日のクリスマスを期して、きよめ教会と日本聖教会が発足した。